# Pompeu Fabra

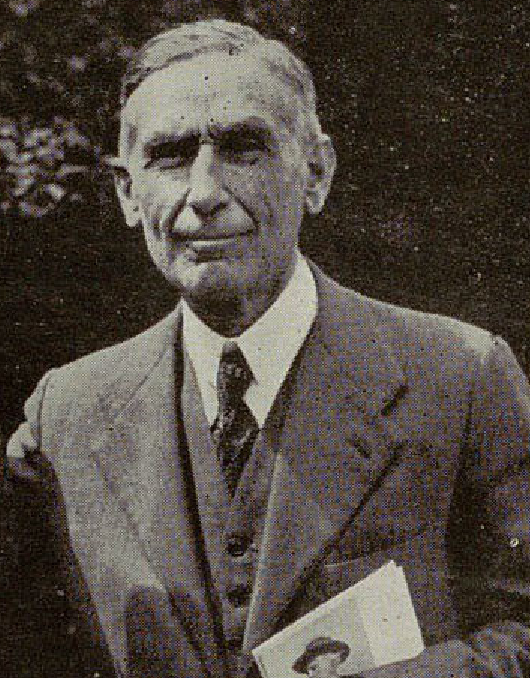
Pompeu Fabra, 1930

Pompeu Fabra (ur. 1868 w Barcelonie, zm. 1948 w Prades) – kataloński językoznawca, reformator współczesnego języka katalońskiego.

## Życiorys
Z wykształcenia inżynier chemik, w młodym wieku poświęcił się studiom języka katalońskiego. Należał do grupy o nazwie „L'Avenç”, która prowadziła kampanię na rzecz zreformowania katalońskiej ortografii. W 1904 członkowie grupy opublikowali Tractat d'catalana ortografia. Fabra aktywnie uczestniczył w Pierwszym Międzynarodowym Kongresie Języka Katalońskiego (1906). W 1912 ukazała się jego Gramática de la Lengua catalana.
W 1911 roku Fabra przeprowadził się z Bilbao do Barcelony, gdzie został profesorem języka katalońskiego oraz członkiem wydziału filologii w nowo utworzonej instytucji – Institut d'Estudis Catalans, której niedługo później został przewodniczącym. Instytut ten opublikował Normes ortogràfiques w 1913, Diccionari ortogràfic w 1917, a oficjalną gramatykę języka katalońskiego w 1918 w publikacji o tytule Gramàtica catalana. W 1918 roku redagował podręcznik Curs mitjà de gramàtica catalana, opublikowany przez l'Associació Protectora de l'Ensenyança Catalana (1918). Jego Converses filològiques, najpierw opublikowane w gazecie „La Publicitat”, zostały później zebrane w Col·lecció Popular Barcino. Fabra wydał także Diccionari general de la llengua catalana. Pierwsza edycja z 1932 stała się później oficjalnym słownikiem Instytutu.
W wyniku swoich publikacji językoznawczych w ciągu dekady 1920–30 cieszył się stale rosnącym naukowym prestiżem, który doprowadził go objęcia funkcji przewodniczącego Uniwersytetu Barcelońskiego (1932). Wkrótce potem, gdy uniwersytet stał się autonomiczny, został prezesem rady naukowej (1933). W tym czasie stał się bardzo popularną osobą w kraju.
W 1934 roku został aresztowany. W 1939 wyemigrował do Francji. Mieszkał w Paryżu, następnie w Montpellier i Prades. W 1946 przewodniczył konkursowi literackiemu. Uniwersytet Toulouse nadał mu tytuł doktora honoris causa, a członkowie Catalan Society of Historical Studies uczynili Fabrę honorowym przewodniczącym.
Jego imię nosi Uniwersytet Pompeu Fabry w Barcelonie oraz otwarta w 2010 roku stacja metra Badalona Pompeu Fabra.